# Radovan Karadžić
Radovan Karadžić (srbsko Радован Караџић), bosansko-srbski vojni zločinec, politik, psihiater in pesnik * 19. junij 1945.

## Življenjepis
Radovan Karadžić je po poreklu Črnogorec, potomec črnogorskega klana Drobnjaci. Karadžićev oče je bil med drugo svetovno vojno pripadnik četnikov, za kar je bil po vojni obsojen na zaporno kazen. Tako je Radovan preživljal mladost brez očeta. Kmalu se je Radovan preselil v Sarajevo, kjer je študiral medicino in specializiral psihiatrijo ter nato delal v bolnišnici Koševo. Takrat se je tudi prvič preizkusil v poeziji in kot pesnik padel pod vpliv srbskega literata Dobrice Ćosića, ki ga je usmeril v politiko. 

### Politična kariera
Leta 1989 je bil soustanovitelj Srbske demokratske stranke v Bosni in Hercegovini. Njegov cilj je bil združiti srbsko skupnost in zagovarjati njene interese. Z osamosvojitvijo Bosne in Hercegovine leta 1992 je Karadžić postal prvi predsednik bosanskih Srbov, ki jih je združil v Republiki Srbski s sedežem na Palah.

### Obtožnica
Leta 1996 je bila na haaškem sodišču proti njemu vložena obtožnica za zločin proti človeštvu, zločin proti življenju in zdravju, genocid, skrunjenje grobov, ropanje, umor in kršitev vojnega prava. Obtožnica ga bremeni tako osebne kot tudi objektivne kazenske odgovornosti, in sicer za dva primera genocida, za pet primerov zločinov proti človeštvu, za tri primere kršitve zakonov o oboroženem spopadu in za en primer skrunjenja grobov. 
Od leta 1996 se je Radovan Karadžić uspešno izogibal aretaciji, kar mu je med lokalnim prebivalstvom prineslo junaško slavo. Deloval je pod imenom Dragan Dabić. Po letu 2004 se je mednarodna skupnost odločila za politični pritisk na Srbijo, ki naj bi pomagala pri skrivanju ubežnika. V letu 2005 so mednarodne enote za deset dni aretirale njegovega sina Aleksandra, kar naj bi Radovana prisililo k predaji. To se ni zgodilo in Radovan Karadžić je ostal eden redkih vojnih zločincev s prostora nekdanje Jugoslavije, ki je še bil na prostosti (poleg Ratka Mladića in Gorana Hadžića).
Za njim je bila razpisana mednarodna tiralica, ZDA pa so za njegovo aretacijo ponudile pet milijonov dolarjev. Po uradnih podatkih so ga nazadnje aretirali pripadniki srbske varnostne službe pozno zvečer 21. julija 2008 v Beogradu.
24. marca 2016 ga je Mednarodno kazensko sodišče za nekdanjo Jugoslavijo obsodilo na 40 let zapora za genocid v Srebrenici in vojne zločine med vojno v Bosni in Hercegovini. 20. marca 2019 je haaško sodišče ugodilo tožilstvu in Karadžiću kazen zvišalo na dosmrtno. Maja 2021 je bilo sporočeno, da bo premeščen iz nizozemskih v britanske zapore. Tako naj bi ga osamili od družine, kjer bi živel v še slabših bivalnih razmerah.